# Дом Фарнсуорт

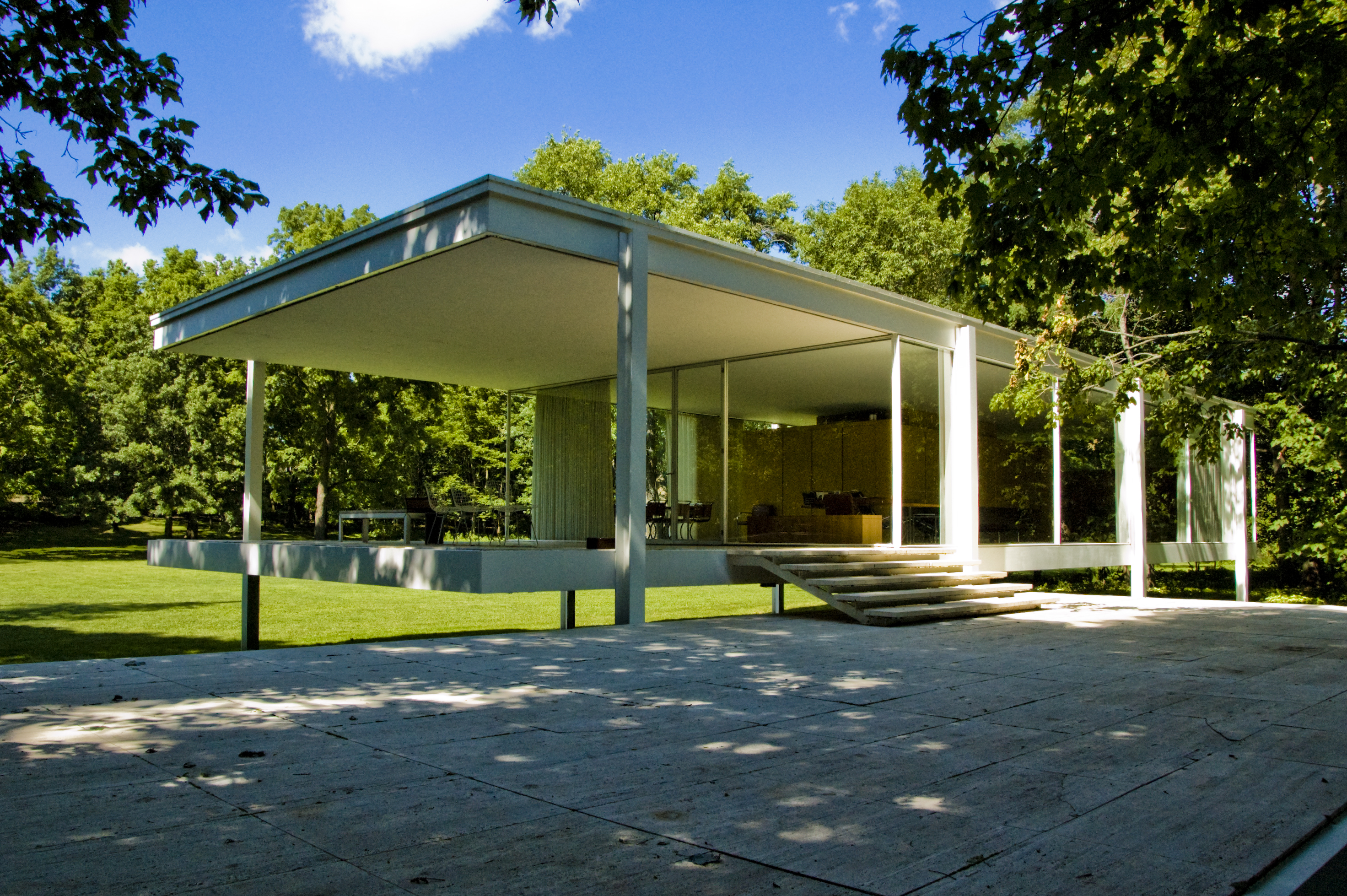

Дом Фарнсуорт (Стеклянный дом) — здание в штате Иллинойс (США), построенное по проекту архитектора Людвига Мис ван дер Роэ, в период с 1945 по 1951 год. Дом располагался в 55 милях (89 км) к юго-западу от центра Чикаго, на участке площадью 60 акров (24 га), примыкающем к реке Фокс, к югу от города Плано, штат Иллинойс. Дом из стали и стекла был заказан Эдит Фарнсворт, доктором медицины, нефрологом, как место, где она могла заниматься своими хобби — играть на скрипке, переводить стихи и наслаждаться природой.
На праздновании двухсотлетия Иллинойса в 2018 году, Дом Фарнсуорт был выбран в качестве одного из 200 великих мест Иллинойса Американским институтом архитекторов и попал в список "25 строений для обязательного посещения в Иллинойсе" журнала путешествий USA Today. 

## Дом

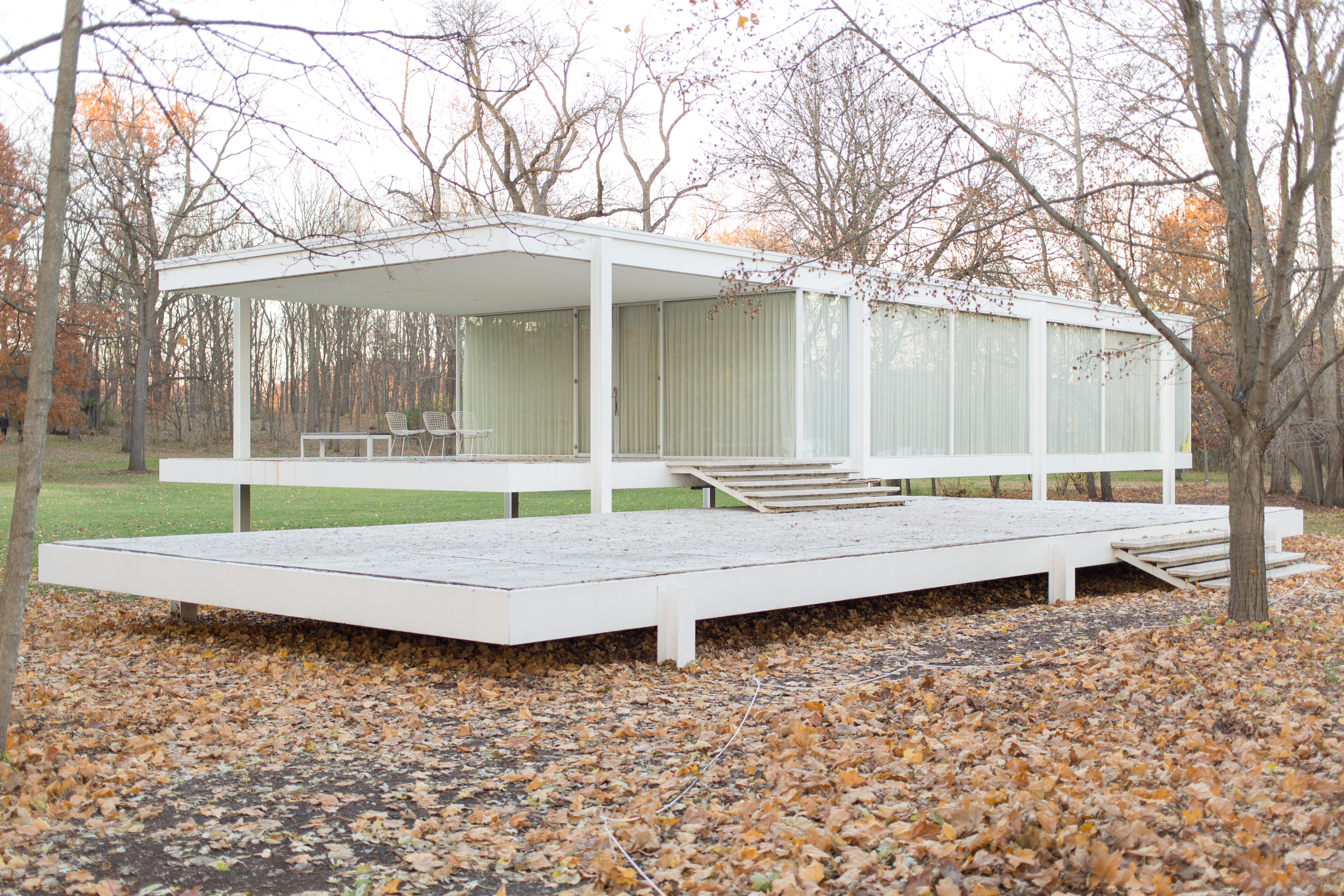

Дом располагается в штате Иллинойс к югу от небольшого города Плано на земельном участке в 24 гектара. Участок примыкает к реке Фокс. Дом располагается в 30 метрах от реки.
Дом поднят на балках над поверхностью земли, благодаря чему возникает ощущение, что дом парит в воздухе. Подъём дома над землёй также обеспечивает защиту от наводнений, так как дом располагается недалеко от реки в затапливаемой местности. Стены дома выполнены из стекла, крепящегося к железным опорам.
Дом не разделен на комнаты и представляет собой единое пространство. Внутри располагается деревянное «ядро», в котором расположены камин, кухонная зона и два санузла.
Здание имеет систему отопления — в полу проложены трубы, по которым циркулирует горячая вода от котла. Полы вымощены римским травертином. Площадь дома 140 м2.

## История
Дом был заказан известной в Чикаго женщиной-врачом Эдит Фарнсуорт в 1945 году. Проектирование было завершено к 1947 году. После завершения проекта строительство было отложено, так как заказчица ожидала получения наследства. Постройка началась в 1950 и была завершена в 1951 году. 
К окончанию строительства между заказчицей и архитектором возник конфликт. Мис ван дер Роэ подал на Фарнсуорт в суд, требуя недоплаченные ему деньги за строительство. Фарнсуорт выдвинула встречный иск. Суд решил оба дела в пользу архитектора, обязав Фарнсуорт выплатить деньги, но больше не брался за проекты частных домов.
Дом не предназначался для постоянного проживания и использовался для отдыха в выходные.
Фарнсуорт продала дом в 1972 году. Дом был куплен британским магнатом и любителем архитектуры Питером Палумбо. Палумбо установил в доме кондиционер воздуха, изменил ландшафтный дизайн вокруг дома и разместил вокруг дома скульптуры из своей коллекции. В 2003 году Палумбо убрал скульптуры и выставил дом на продажу. При поддержке меценатов дом был выкуплен Национальным трастом сохранения исторических памятников. В нём был организован музей и проводятся экскурсии для посетителей.
В сентябре 2008 года дом был затоплен во время урагана Айк. Хотя дом поднят над уровнем земли на опорах высотой в полтора метра, после сильных дождей вода поднялась выше этого уровня.

## В кино
В 2016 году в фильме "Бэтмен против Супермена: На заре справедливости" был показан дом, построенный по образцу Дома Фарнсуорта. В продолжении "Лига справедливости" этот же дом показан в трейлере в 2017 году.
В январе 2019 года сценарист и режиссер Ричард Пресс и HanWay Films объявили о будущем кинопроекте "Фарнсуорт-хаус" с Элизабет Дебики в роли доктора Эдит Фарнсуорт и Рэйфом Файнсом в роли Людвига Мис ван дер Роэ.